# Verena Hartmann
Verena Hartmann (* 29. März 1974 in Räckelwitz) ist eine ehemalige deutsche Politikerin (parteilos, zuvor AfD). Sie war von 2017 bis 2021 Mitglied des Deutschen Bundestags. Am 27. Januar 2020 erklärte sie unter Verweis auf den Einfluss der völkischen Parteiströmung „Der Flügel“ ihren Austritt aus der Partei und der Bundestagsfraktion.

## Leben und Beruf
Nach dem Abitur 1994 am Gotthold-Ephraim-Lessing-Gymnasium in Kamenz absolvierte Verena Hartmann ab 1995 ein Studium an der Fachhochschule für Verwaltung und Rechtspflege Berlin, das sie 1998 als Diplom-Verwaltungswirtin (FH) und mit der Ernennung zur Polizeikommissarin abschloss. Sie arbeitete ein Jahr im Streifendienst der Polizei Berlin, wurde Oberkommissarin und Wachleiterin und war bis 2003 Sachbearbeiterin im Controlling der Polizei. Anschließend wurde sie Sachbearbeiterin für Verbrechensbekämpfung im Bereich „Häusliche Gewalt“. 2005 begann sie ein Studium der Gesellschafts- und Wirtschaftskommunikation an der Universität der Künste Berlin, das sie 2011 als Diplom-Kommunikationswirtin beendete. Seit 2013 war sie in einer Unternehmensberatung für interne und externe Kommunikation zuständig.
Hartmann lebt in Berlin-Pankow, wohin sie 2018 aus dem sächsischen Königstein umzog, ist evangelisch, verheiratet und hat zwei Kinder.

## Partei
Verena Hartmann trat 2016 in die AfD ein und gehörte seit März 2016 dem Vorstand des AfD-Kreisverbandes Sächsische Schweiz-Osterzgebirge an.
Hartmann sprach sich im Bundestagswahlkampf 2017 gegen „eine Willkommenskultur für Menschen aus dem arabischen Raum“, für mehr Meinungsfreiheit und gegen die „Nazi-Keule“ gegen die AfD aus. Sie verlangte eine „Willkommenskultur für Kinder“ und kündigte an, die „Altparteien jagen wir vor uns her.“
Hartmann galt als Unterstützerin der früheren und nach der Bundestagswahl 2017 aus der Partei ausgetretenen AfD-Bundessprecherin Frauke Petry. Dass Petry und ihr Mann Marcus Pretzell trotz ihres Parteiaustritts zu einer von Hartmann ausgerichteten Dankesfeier im Oktober 2017 eingeladen waren, löste einen Eklat in Hartmanns damaligen Kreisverband aus. Ein AfD-Kreisratsmitglied forderte sie auf, ihr Bundestagsmandat niederzulegen und die AfD zu verlassen. Im Oktober 2018 wurde sie Mitglied des Bezirksvorstandes in Berlin-Pankow.
Am 27. Januar 2020 erklärte Hartmann ihren sofortigen Austritt aus der AfD und der AfD-Bundestagsfraktion. Sie begründete ihn mit dem Einfluss der Parteiströmung Der Flügel. Sie durchziehe inzwischen die gesamte AfD von der Parteispitze bis in die Kreisverbände.  Sie schrieb vom „rechtsextremen Gebaren nach innen und außen“ des Flügels. Bereits vor ihrem Austritt hatte Hartmann im Sommer 2019 eine Resolution von AfD-Funktionären unterzeichnet, die den Stil des Flügels kritisiert hatte.

## Abgeordnete
Verena Hartmann zog bei der Bundestagswahl 2017 über die Landesliste Sachsen der AfD in den Deutschen Bundestag ein und gehört dort dem Ausschuss für Ernährung und Landwirtschaft an. Für ein Direktmandat kandidierte sie nicht. Im 19. Deutschen Bundestag war Hartmann beratendes Mitglied im Ausschuss für Tourismus.
Als Reaktion auf eine Frage über ein erotisches Videospiel bei abgeordnetenwatch.de äußerte Hartmann Kritik am Jugendschutz in Deutschland, „der keiner mehr ist“, und dass Videospiele generell für Kinder nicht förderlich seien. Sie kündigte an, sie werde im Ausschuss für Familie „gegen diese Missstände ankämpfen“. Die Unionsfraktion lehnte ihren Vorstoß ab; der Jugendschutz sei ausreichend. Andere Fraktionen äußerten sich zu der Frage nicht.
Im März 2018 wollte Hartmann zusammen mit drei weiteren AfD-Abgeordneten über eine Kleine Anfrage von der Bundesregierung wissen, ob die Zahl schwerbehinderter Kinder in Deutschland seit 2012 zugenommen habe, weil sie glaube, dass Menschen ohne deutschen Pass „Inzucht“ betrieben und deswegen häufiger behinderte Kinder bekämen. Die Anfrage wurde unter anderem vom Deutschen Ethikrat kritisiert, weil sie behindertenfeindlich formuliert sei, „bewusst an der Grenze rechtsextremistischen Vokabulars“, und einen „erkennbar abstrusen Zusammenhang zur Migrationsfrage“ aufbaue. Nach der Kritik bestritt Hartmann – entgegen dem Inhalt des Dokuments –, eine Unterzeichnerin der Anfrage gewesen zu sein.
Nachdem Hartmann von ihrem Fraktionskollegen Jens Maier im Januar 2018 verbal heftig angegriffen worden war, kündigte die AfD-Fraktion an, zwischen Hartmann und Maier ein Mediationsverfahren durchzuführen. Als Folge dieses Vorfalls plante die AfD-Bundestagsfraktion die Ausarbeitung fraktionsinterner Verhaltensregeln und eines Strafkatalogs für Verstöße gegen diese Regeln.
Nachdem im Juli 2019 in Frankfurt am Main ein in der Schweiz lebender Eritreer  ein Kind vor einen Zug gestoßen hatte, schrieb Hartmann auf Twitter, sie „verfluche den Tag“ von Angela Merkels Geburt. Den Tweet führte heute.de in einem Bericht über Hate Speech auf, und für die Westdeutsche Zeitung „schoss“ Hartmann bei der Instrumentalisierung der Tat durch die AfD „den Vogel ab“. Den Tweet, auf den auch Oliver Pocher antwortete, löschte Hartmann wieder. In einem weiteren Tweet schrieb sie: „Es war unfair von mir, alle an diesem Tag Geborenen in Sippenhaft zu nehmen – mea culpa.“ Dazu schrieb Christian Wolff in einem Kommentar für die l-iz, dass Hartmann damit „ihre eigene, auf Merkel gezielte Aussage“ verfälscht habe, und urteilte: „Verlogener, gewissenloser geht es kaum.“